# Уайт, Уильям Генри (кораблестроитель)
Сэр Уильям Генри Уайт (англ. William Henry White, 2 февраля 1845, Девонпорт — 27 февраля 1913, Лондон) — британский кораблестроитель, в течение 16 лет (1886—1903) занимавший пост главного строителя флота . За время его работы в этой должности для Королевского флота были построены 43 броненосца, 26 броненосных и 102 бронепалубных крейсера, 74 невооружённых корабля.

## Биография

### Ранние годы
Уильям Генри Уайт родился 2 февраля 1845 года в английском портовом городе Девонпорт. В четырнадцатилетнем возрасте решил устроиться на местную казённую верфь. На вступительных экзаменах выяснилось, что его рост ниже чем того требуют экзаменационные правила. Уайт обошёл это ограничение, подложив в ботинки бумагу и уже в марте сдал все экзамены. 1 июля 1859 года Уайт приступил к работе на верфи с оплатой 3 шиллинга в неделю. Его сразу приставили к работам на парусном линейном корабле HMS St George, переоборудовавшемся под паровую машину.
В 1863 году удостоен стипендии Адмиралтейства, после чего был отобран кандидатом в недавно открывшуюся Королевскую школу военно-морской архитектуры (англ. Royal School of Naval Architecture) в южном Кенсингтоне. В учёбе стал первым и сохранил за собой лидерство до окончания школы.
В 1865 году вернулся на верфь в Девонпорте, а на следующий год переехал в Чатем — сначала как помощник чертёжника, а затем как чертёжник 3-го класса. В его задачи входило решение различных вопросов по корпусу HMS Bellerophon и HMS Hercules.

### Начало работы в Адмиралтействе
После окончания обучения в Королевской школе Уайта определили в Адмиралтейство. Там ему было поручено составление спецификаций кораблей с расчётами их весовой нагрузки и скорости хода как основы эскизных проектов. Вскоре стал доверенным секретарём главного строителя флота Эдварда Рида, занимая эту должность до самой отставки последнего в 1870 году. После ухода Рида продолжил работу с Натаниэлем Барнаби, который стал председателем Совета по кораблестроению.
В ноябре 1870 года Уайт был назначен инструктором курса проектирования боевых кораблей в Кенсингтоне, а в 1872 году получил должность секретаря Совета по проектам. С этого момента и до 1883 года не было ни одной работы, проводившейся проектным отделом Адмиралтейства, в которой Уайт не сыграл бы значительной, а во многих случаях и основной роли.
C 1872 по 1873 инспектировал работы на верфи в Пембруке, включая переоборудование HMS Fury. Затем был направлен в Портсмут наблюдать за постройкой HMS Inflexible.
После гибели HMS Captain в 1870 году Уайту поручили проведение расчётов остойчивости, затребованные Комитетом по проектам. В ходе работы Уайт не только развил известные до него методы расчёта, но и выдвинул новые, объясняющие поведение кораблей как на ходу под парами, так и под парусами — и в ветер, и на волнении.
В марте 1875 года назначен помощником главного строителя. В том же году женился и опубликовал «Руководство по военному кораблестроению», ставшее классическим. В 1880 году представил меморандум, в котором доказывал необходимость создания Королевского корпуса военных кораблестроителей (основан в 1883 году).

### Уход из Адмиралтейства. Работа на Армстронга
В 1882 году Уайт покинул Адмиралтейство и перешёл в компанию Sir WG Armstrong Mitchell & Company на должность главного корабельного инженера и управляющего судостроительным отделом. Следующие три года Уайт занимался созданием первых серий «элсвикских крейсеров». После отставки Барнаби сорокалетний Уайт вернулся в Адмиралтейство на должность главного строителя флота.

### Главный строитель флота
После вступления в должность Уайт первым делом взялся за разработку системы реорганизации Адмиралтейства и подведомственных казённых верфей и подразделений. Эти мероприятия он осуществлял, сочетая свою новую должность с постом помощника инспектора Адмиралтейства.
В 1888 году, в самый разгар агитации за принятие «Акта о морской обороне», Уайт разработал революционный для того времени проект барбетного линейного корабля HMS Royal Sovereign, из которого впоследствии вырос HMS Majestic и другие серии линкоров, ассоциирующиеся с именем Уайта вместе с их современниками — бронепалубными и броненосными крейсерами.
Характерными особенностями кораблей Уайта стали:
- барбетные установки,
- высокий надводный борт,
- обширные броневые прикрытия в сочетании с сильно выпуклой броневой палубой,
- казематная защита вспомогательной артиллерии на средней палубе.

### Скандал с королевской яхтой. Уход в отставку
3 июля 1900 года по блестящей карьере Уайта был нанесён серьёзный удар: новая королевская яхта HMY Victoria and Albert III, годом ранее благополучно сошедшая на воду, во время достройки на плаву перевернулась в доке вверх килем. Превосходно спроектированное судно с достаточной остойчивостью во время достройки было так перегружено на верхней палубе и выше неё, что перед катастрофой находилось в заведомо неустойчивом положении, а его начальная метацентрическая высота вообще имела небольшое отрицательное значение.
Уайт, не знавший о перегрузке, тяжело переживал случившееся. Пресса и Парламент подвергли его серьёзной критике, что привело главного строителя флота к тяжёлому нервному срыву. Весь последний год в должности Уайт практически не мог работать и 30 октября 1901 года подал прошение об отставке. 6 декабря последовал официальный приказ об увольнении на пенсию. Место главного строителя флота после Уайта занял Филип Уоттс.

### На пенсии
Выйдя на пенсию, Уайт интенсивно путешествовал по США и Канаде. На родине много выступал в технической прессе, со временем пополнив стан противников «Дредноута» и «Инвинсибла». Он видел как созданный им огромный флот стремительно устаревает под натиском новых кораблей, казавшихся ему слишком большими и дорогими.
27 февраля 1913 года с сэром Уильямом случился удар и тем же вечером он скончался.